# 阿邻帖木儿
阿邻帖木儿（?—?），又作阿林铁木儿、阿怜帖木儿、阿怜铁木儿，畏兀儿人，元朝政治人物。阿邻帖木儿精通蒙古文、汉文。是元代中后期翻译家。
他是哈剌亦哈赤北鲁之五世孙，祖籍是唆里迷国（今新疆拜城县以东），世代为别失八里贵族。海都与都哇之乱时，别失八里常遭掳掠，其祖父月儿思蛮自别失八里（今新疆吉木萨尔北）徙居平凉。携子阿的迷失帖木儿入觐世祖，留入宿卫，官至秘书太监。阿的迷失帖木儿之子阿邻帖木儿通蒙古文，见多识广。历事数朝，由翰林待制、侍讲、学士，官至承旨、荣禄大夫。元仁宗时，奉诏翻译《贞观政要》、《大学衍义》为蒙古文。元英宗时，侍从讲学，翻译各种佛经，记载史实，总治诸王驸马、番国朝会等事。曾向英宗陈说其先代以及古时贤哲的学说和主张。泰定帝时，与许师敬翻译《帝训》为蒙古文，更名《皇图大训》。天历二年（1329年），奉命北迎元明宗，为大司徒。次年，元文宗升他为为光禄大夫、知经筵事。又翻译蒙古典章为汉文，为《经世大典》中的六典所依据。

## 延伸阅读
[在维基数据编辑]
 《新元史/卷136》，出自柯劭忞《新元史》